# Goodfellow-kúszókenguru
A Goodfellow-kúszókenguru (Dendrolagus goodfellowi) az emlősök (Mammalia) osztályába, azon belül az erszényesek (Marsupiala) közé tartozó Diprotodontia rendnek a kengurufélék (Macropodidae) családjába tartozó faj.
Két alfaja ismert:
- Dendrolagus goodfellowi goodfellowi - nominális alfaj
- Buergers-kúszókenguru (Dendrolagus goodfellowi buergersi)

## Elterjedése
Kizárólag Pápua Új-Guinea területén él, a közel 3048 méteres tengerszint feletti magasságig terjedő sűrű trópusi erdőkben. Elsősorban fákon vagy zárt erdőterületeken található meg a hegyvidékeken. Az esőerdőkre korlátozódik.

## Megjelenése
Testhossza 55-77 cm, a farokhossza 70-84,5 cm, testtömege pedig 7,4 kg.
A Goodfellow-kúszókenguru keskeny testét rövid, gyapjas szőrzet fedi, melynek színe a gesztenyebarnától a bíborig terjed. Hátán kettős hosszanti csíkok találhatóak, a hasa halványabb színű. A farkon világos foltok vagy gyűrűk vannak, a lábak pedig sárgák. Az arc szürkésbarna, a nyak és az orcái gyakran sárgák. A háta közepén fellelhető egy szőrörvény.

## Életmódja
Ennek a fán élő állatnak erős mellső, viszonylag rövid hátsó lábai és hosszú, ívelt karmai vannak. A földön közlekedve legfeljebb két ugrással képes haladni. Általában kis ugráló lépéseket tesz, amelyekben a két mellső és a két hátsó láb felváltva érinti a talajt. A farkát a föld felett tartja. Magányos életmódú. A nőstény néhány hektáros területet tart fenn, míg a hím nagyobb területtel rendelkezik, amely átfedi több nőstény területét.
A Goodfellow-kúszókenguru éjjel merészkedik elő, hogy levelekből és gyümölcsökből álló étrendjét beszerezze, sőt az erdőszéleken termő gabonafélékből is ehet. Az alacsony tápértékű leveleket nagy mennyiségben fogyasztja el. Virágot és füvet is ehet, amelyeket a gyomrában található baktériumok emésztenek meg.

## Szaporodása
A nőstény jól kidolgozott erszénnyel rendelkezik, amely előre nyílik és négy csecsbimbót tartalmaz. A vemhességi időszak 21-38 napig tart. Egyszerre általában egy kölyök születik. A faj átlagos szaporodási aránya valamivel magasabb, mint egy kölyök évente. A szaporodás kiszámíthatatlan üteme az élőhelyén uralkodó, szabálytalanul változó időjárási viszonyoknak köszönhető. Néhány órával a szülés előtt az anyaállat alaposan megnyalva elkezdi tisztítani az erszényét. Végül leül, farkát előrehúzza a lábai közé és lekerekített háttal guggol. Az újszülött kibújik az erszény nyílásából, közben felszakítja a magzati membránokat és anyja segítsége nélkül bemászik az erszény belsejébe, ahol a következő 10-12 hónapban fejlődik. A kölyök több hónapig iszik anyatejet, miután végleg elhagyta az erszényt és gyakran visszatér az anyjához tejért, amelyet csak a mellbimbójából nyer.

## Természetvédelmi helyzete
Az eredeti esőerdei élőhelyének nagy részét elpusztította az alföldi esőerdők kiterjedt irtása. Azon populációinak, amelyek még élnek a hegyvidéki erdőkben, a fakitermeléssel kell megküzdeniük, ami jelentősen korlátozza elterjedésüket. Úgy tűnik, hogy a faj túlélését csak a nemzeti parkok és rezervátumok, valamint a nagyobb testű fára mászó ragadozók és versenytársak szinte teljes hiánya biztosította. A Goodfellow-kúszókengurut a IUCN a veszélyeztetett kategóriába sorolta és nincs pontos becslés a vadon élő egyedszámáról. Elsősorban a húsáért való vadászata, a fakitermelés, a bányászat, az olajkutatás és a mezőgazdaság fenyegeti.
Összehangolt tenyésztéssel próbálják meg megmenteni a fajt. Európában az Európai Állatkertek és Akváriumok Szövetsége felügyelete alá tartozó Európai Veszélyeztetett Fajok Programja (EEP) keretében tenyésztik a faj egyedeit.